# Падышатинский государственный заповедник
Падышатинский государственный заповедник — особо охраняемая природная территория Кыргызстана, образованная в 2003 году, которая располагается на Чаткальском хребте в Джалал-Абадской области. Он был организован постановлением Правительства Кыргызской Республики от 3 июля 2003 года № 405 в целях сохранения уникальных арчовых лесов, пихты Семёнова, занесённой в Красную книгу Кыргызской Республики, и биоразнообразия республики в целом, а также руководствуясь статьей 8 Конвенции о биологическом разнообразии.
Площадь заповедника составляет 15 846 гектаров, включая покрытую лесом площадь — 4419,6 га, непокрытая лесом площадь — 1298,6 га, пастбища — 2158,8 га, усадьбы — 1,1 га, а также прочие земли — 7967,9 га.